# فردی مک

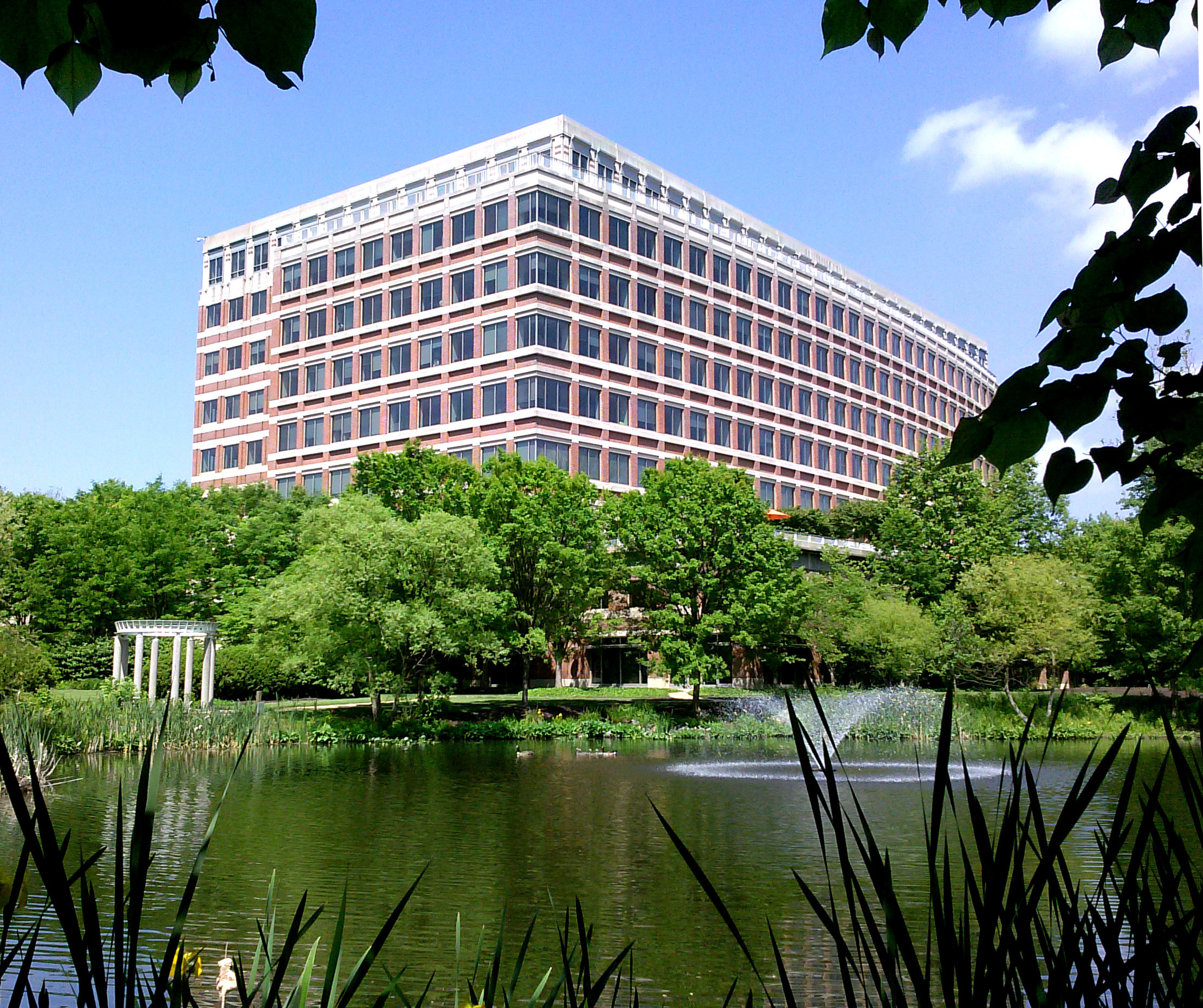
دفتر مرکزی شرکت فردی مک در تایسنس کرنر٬ ویرجینیا

فردی مک (به انگلیسی: Freddie Mac) یا شرکت فدرال وام‌های مسکن، بزرگترین آژانس ارائه‌دهنده وام مسکن در ایالات متحده آمریکا است. فردی مک در واقع یک شرکت عمومی است، که تحت حمایت مستقیم دولت ایالات متحده اداره می‌شود.
این شرکت در سال ۱۹۷۰ در شهرستان فرفکس، ویرجینیا تأسیس شد. در حال حاضر دفتر مرکزی فردی مک در تایسنس کرنر، ویرجینیا مستقر است.

## تاریخچه

### دهه ۱۹۷۰
کمپانی فدرال وام‌های مسکن؛ که با نام فردی مک شناخته می‌شود، یک موسسه اعتباری تحت حمایت دولت فدرال ایالات متحده است، که در تاریخ ۷ سپتامبر ۱۹۷۰ برای گسترش بازارهای فرعی وام در در فرفکس، ویرجینیا ایجاد گردید.
انجمن وام ملی فدرال، یا فنی می نیز، در سال ۱۹۳۸ راه‌اندازی شد، که وظیفه آن، تأمین بودجه برای عرضه وام‌های مسکن در سطح جامعه و خریداران خانه در ایالات متحده، با میزان بهره عادلانه بود. کنگره ایالات متحده آمریکا، در سال ۱۹۶۸ به عنوان یک شرکت سهامی با سرمایه خصوصی، به فنی می مجوز اعطا کرد.
شرکت وام مسکن فدرال، یا فردی مک نیز برای تثبیت و توسعه بازار وام و در اصل برای رقابت با فنی می، در سال ۱۹۷۰ تأسیس شد. فردی مک همانند سایر شرکت‌های تحت حمایت دولت، وام‌ها را از بازار فرعی خریداری می‌کرد، سپس آن‌ها را متمرکز نموده و در بازارهای آزاد، به سرمایه‌گذاران می‌فروخت. با این کار، میزان نقدینگی موجود برای وام‌های بزرگ، افزایش می‌یافت، که این وام‌ها برای سرمایه‌گذاری‌های عظیم یا خرید خانه، مناسب بود.

### دهه ۱۹۸۰
تا پیش از آن، بانک‌ها، وام مسکن را در اختیار مشتریان قرار می‌دادند، که در عمل، سال‌ها برای بازپرداخت این وام‌ها، منتظر می‌ماندند. اما در ابتدای دهه ۱۹۸۰ با شکل‌گیری فنی می و فردی مک، موسسه وام‌دهنده می‌توانست، با فروش وام به این شرکت‌ها، سرمایه اولیه خود را، بلافاصله جبران کند و از این پول، برای در اختیار قرار دادن وام‌های دیگر، استفاده نماید.

### دهه ۱۹۹۰
شرکت فردی مک که وام‌های درجه دو را به منزله اوراق بهادار در بازارهای مالی آمریکا و جهان به فروش می‌رساند، در سال ۱۹۹۵ شروع به دریافت اعتبارات مسکن ارزان قیمت، برای خرید اوراق بهادار دست دوم کرد.

### دهه ۲۰۰۰
فردی مک در سال ۲۰۰۳ از اشتباه ۵ میلیارد دلاری در محاسبات میزان درآمد خود خبر داد، که یکی از اشتباهات بزرگ در تاریخ ایالات متحده آمریکا محسوب می‌شود، که در پی آن، این شرکت، مبلغ ۱۲۵ میلیون دلار جریمه شد.

### دهه ۲۰۱۰
در سال‌های ۲۰۰۵ و اوایل ۲۰۰۶ اقتصاددانان ارشد موسسه مالی فردی مک و مدیر مرکز مطالعات مسکن هاروارد، منکر وجود حباب مسکن در اقتصاد ملی آمریکا شده و نسبت به هرگونه کاهش قابل ملاحظه در قیمت مسکن، تردید جدی ابراز کردند و وضعیت بسیار خوب در بازار کار را، دلیل اصلی استمرار قیمت مسکن دانستند.
در سال ۲۰۰۸، مدیرعامل آژانس فدرال بودجه مسکن، فردی مک را به همراه فنی می، به عنوان محافظ مالی خود منصوب کرد. این عمل به عنوان یکی از بزرگترین مداخلات دولت در بازارهای مالی خصوصی در طول چند دهه گذشته شناخته می‌شود.

## حمایت‌های مالی دولت
در ابتدای امر، وزارت خزانه‌داری ایالات متحده آمریکا، قراردادی برای دریافت یک میلیارد دلار وام، از فردی مک با سود سالانه ۱۰٪ درصد (که سود بالایی برای بازارهای مالی این کشور محسوب می‌شود) منعقد نمود و اعلام کرد؛ که می‌خواهد به‌طور موقت، دو شرکت بزرگ فنی می و فردی مک را تحت پوشش خود قرار دهد، تا از ورشکستگی نجات یابند.
هدف دولت ایالات متحده، از این عملکرد بی‌سابقه، بازگرداندن اطمینان به بازارهای اقتصاد جهانی و خصوصاً کمک به بازار بحرانی مسکن در این کشور بود. به این ترتیب، دولت آمریکا متعهد شد، که تا مرز ۱۰۰ میلیارد دلار به این دو شرکت کمک کند، تا بحران مسکن آمریکا ۲۰۰۸ را پشت سر گذاشته و مجدداً به حالت خصوصی بازگردند و متعاقب آن، اقدام به خرید سهام این دو شرکت نمود.
هم‌اکنون فردی مک، یکی از شرکت‌های سودآور خصوصی-دولتی به‌شمار می‌آید، که سهام آن در بازار بورس نیویورک معامله می‌شود و در عین حال، یکی از دوایر وزارت مسکن و توسعه شهری ایالات متحده آمریکا (اچ‌یودی) نیز، بر فعالیت آن نظارت دارد.

## آمار و ارقام
این شرکت تا پایان سال ۲۰۱۳ بیش از ۴٫۹۶۱ کارمند داشت و در سال مالی ۲۰۱۲ درآمدی بالغ بر ۸۰ میلیارد دلار و سود خالصی معادل ۱۰٫۹۸۲ میلیارد دلار را کسب نموده است.